# ブレンダン・ハンセン

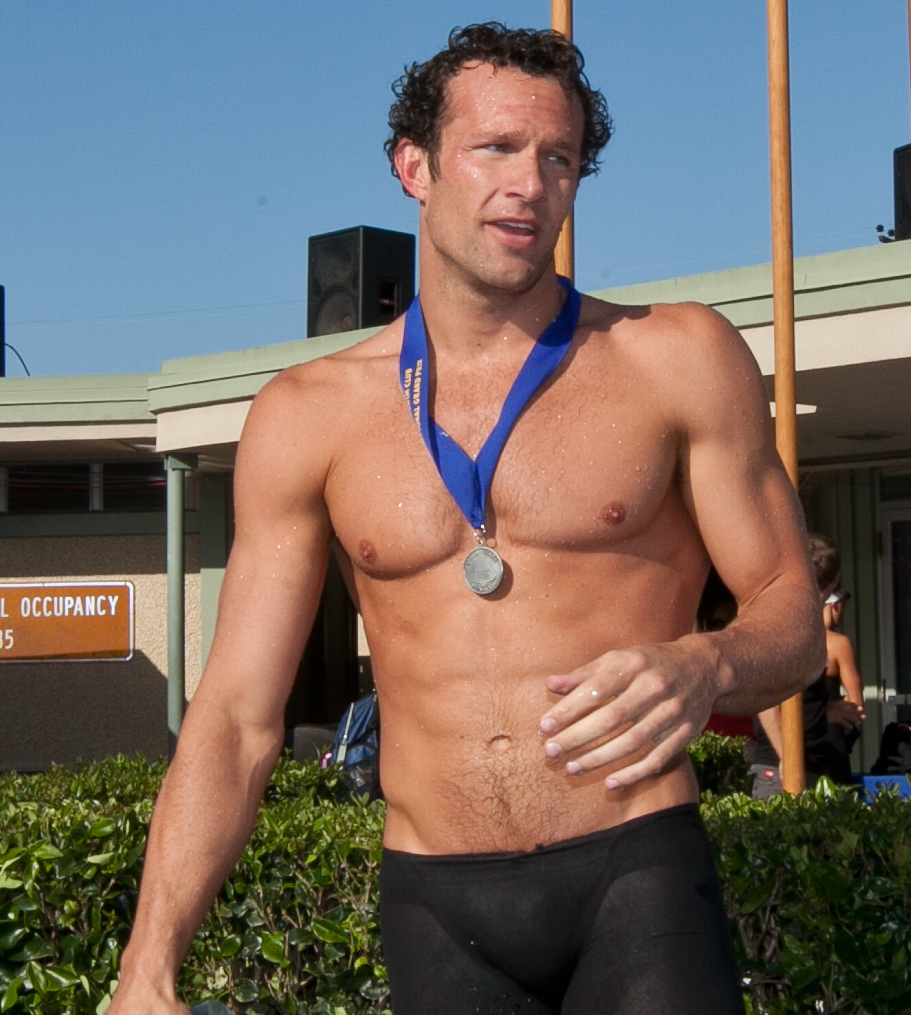
ブレンダン・ハンセン

ブレンダン・ジョセフ・ハンセン（Brendan Joseph Hansen, 1981年8月15日 - ）は、アメリカペンシルベニア州ヘイバータウン出身の競泳選手。平泳ぎの元世界記録保持者。

## 経歴
2000年シドニーオリンピックは、代表選考会で100m平泳ぎ、200m平泳ぎともに3位に終わり出場できなかったが、2001年世界水泳選手権では男子200m平泳ぎで金メダルを獲得。2002年パンパシフィック水泳選手権では前年に続き男子200m平泳ぎで金メダルを獲得。2003年世界水泳選手権は男子100m平泳ぎで銀メダル、200m平泳ぎは銅メダルだった。
2004年アテネオリンピック米国代表選考会で日本の北島康介が保持していた100m平泳ぎ59秒78の世界記録を59秒30で更新。200m平泳ぎでも北島の保持していた2分9秒42を更新。2分9秒04の世界記録で優勝し初めての五輪代表になる。本番では北島に敗れて100m平泳ぎで銀メダル、200m平泳ぎは銅メダルに終わったが、4x100mメドレーリレーでは世界新記録での金メダルに貢献した。
2005年世界水泳選手権では、100m平泳ぎを59秒37で金メダル、200m平泳ぎでは2分9秒85で金メダルを獲得し、メドレーリレーを含んで3冠を達成。2006年パンパシフィック水泳選手権では100m平泳ぎ、200m平泳ぎともに金メダルを獲得した。
2007年世界水泳選手権では100m平泳ぎで金メダル、50m平泳ぎで銀メダルを獲得したが、200m平泳ぎは棄権した。
2008年北京オリンピック米国代表選考会では200m平泳ぎで4位に終わり、この種目の代表権を逃した。100m平泳ぎの出場権は確保し米国男子競泳チームの主将に選ばれたものの、4位に終わりメダルも逃し、自らの世界記録も北島に破られてしまった。アーロン・ピアソル、マイケル・フェルプス、ジェイソン・レザクとともに出場した4x100mメドレーリレーでは世界新で金メダルを獲得、2連覇を達成。
2009年世界水泳選手権などの出場を見送り休養を表明していた。2012年に復帰、ロンドンオリンピック代表に選ばれる。ロンドンでは100m平泳ぎで因縁の北島をかわし銅メダルを獲得、4x100mメドレーリレーでは金メダルを獲得し、3連覇を達成した。
大会終了後、引退を表明。
日本では北島の最大のライバルとして注目を浴びた。

## 自己ベスト
- 100m 平泳ぎ : 59秒13 (2006年)
- 200m 平泳ぎ : 2分08秒50 (2006年)